# Granodiorit

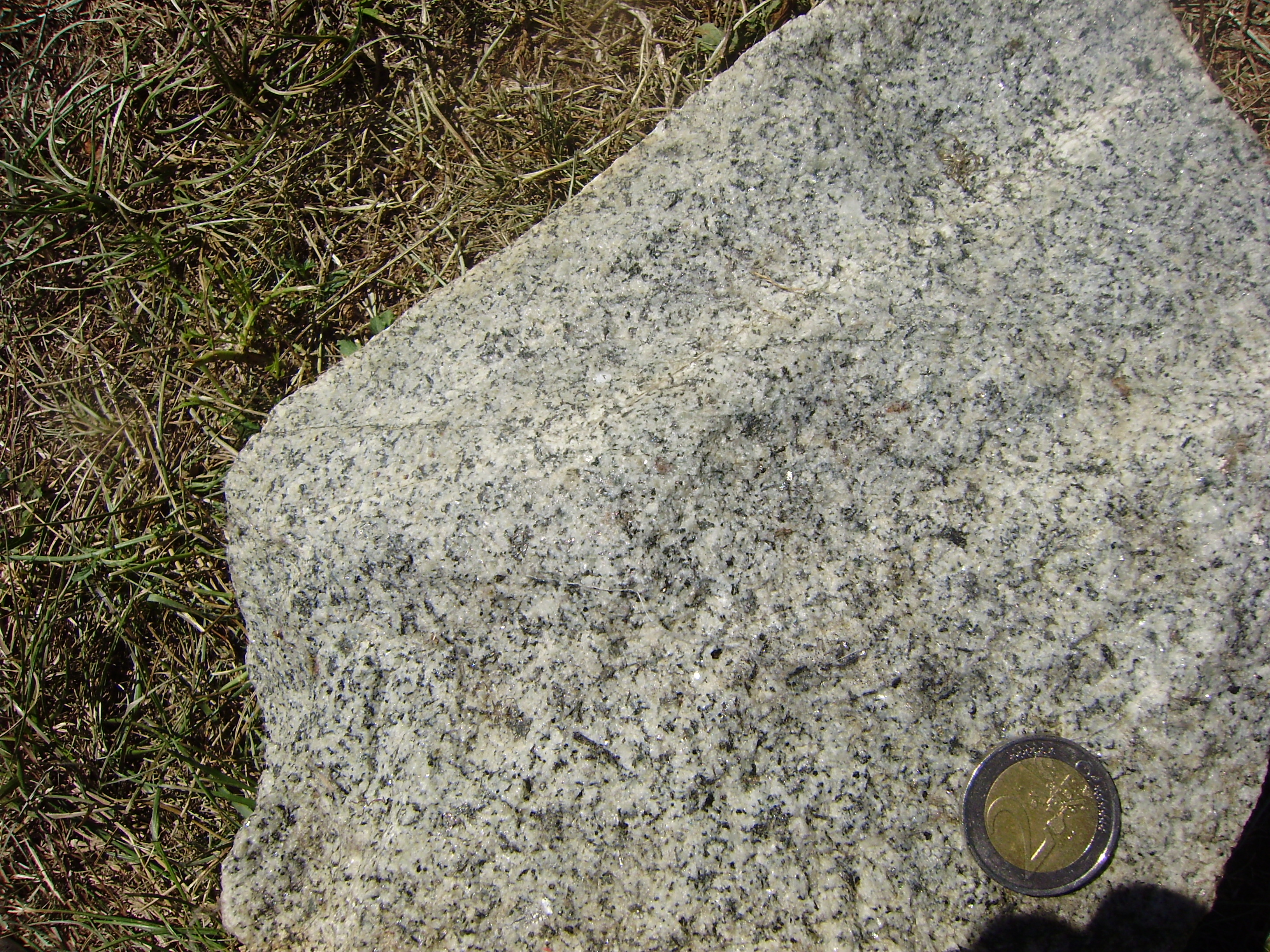
Granodiorit

Granodioritul este o rocă magmatică intrinsecă cu textură faneritică similară cu granitul, dar care conține mai mult feldspat plagioclaza decât feldspatul ortoclazei. Conform diagramei QAPF, granodioritul are un cuarț mai mare de 20% în volum, iar între 65% și 90% din feldspat este plagioclaza. O cantitate mai mare de plagioclaza ar desemna roca drept tonalit.
Granodioritul este felsic până la intermediar în compoziție. Este echivalentul igneos intrusiv al dacitului igneu extruziv. Conține o cantitate mare de plagioclaza bogată în sodiu (Na) și calciu (Ca), feldspat de potasiu, cuarț și cantități minore de mica muscovită ca componente minerale de culoare mai deschisă. Biotitul și amfibolele adesea sub formă de hornblende sunt mai abundente în granodiorit decât în granit, oferindu-i un aspect mai distinct de două tonuri sau în general mai întunecat. Mica poate fi prezentă în cristale hexagonale bine formate, iar hornblende poate apărea sub formă de cristale asemănătoare acului. Cantități minore de minerale de oxid, cum ar fi magnetita, ilmenitul și ulvöspinel, precum și unele minerale de sulfură pot fi, de asemenea, prezente.

## Plutonite - Vulcanite
Granit - Riolit

Granodiorit - Dacit

Diorit - Andezit

Sienit - Trahit

Gabro - Bazalt